# Rosane Marchetti
Rosane Maria Marchetti (Nova Prata, 23 de janeiro de 1960) é uma jornalista, apresentadora de televisão e empresária brasileira.

## Carreira
Atuou por 31 anos na RBS TV, afiliada à TV Globo no Rio Grande do Sul. Foi para Porto Alegre primeiro para estudar Sociologia. Depois para a PUC estudar jornalismo.

Quando começou a carreira de jornalista, em 1985, já saiu da faculdade trabalhando. No meio do curso, Rosane fez um teste na TV Pampa (hoje afiliada da RedeTV! no Rio Grande do Sul).
Antes de trabalhar em televisão, Rosane trabalhou no Eco do Vale, um jornal de Bento Gonçalves. Isto foi durante umas férias de verão. Lá, fazia uma página com notícias da região, batia fotos, fazia textos, vendia comerciais e mandava até a forma como diagramar.
Já apresentou diversos programas da RBS TV como Bom Dia Rio Grande, Jornal do Almoço e Campo e Lavoura (este último é hoje um quadro do Galpão Crioulo), além de ser apresentadora eventual do RBS Notícias.
A partir de 1996, Rosane foi editora e âncora do Jornal do Almoço, ao lado de Cristina Ranzolin, Paulo Sant'Ana e Lasier Martins.
Saiu da apresentação do jornal em novembro de 2010, quando se tornou repórter para a rede. Além disso, faz reportagens para o Jornal Nacional e Globo Repórter, da Rede Globo.
Em agosto de 2011, Rosane teve um câncer de mama e afastou-se do jornalismo da RBS TV. retornando após nove meses na luta contra o câncer, Rosane voltou a fazer reportagens na RBS TV.
Em abril de 2016, Rosane anunciou publicamente em seu perfil nas redes sociais a sua demissão da RBS TV após 31 anos.
Em 27 de setembro de 2018, inaugurou seu site e criou a empresa Marchetti Comunicação, com foco na criação e produção de conteúdos próprios e para terceiros.
Em junho de 2019, foi nomeada coordenadora de comunicação do Tribunal Regional Federal da 4ª Região.

## Prêmios
Em fevereiro de 2014, Rosane foi a primeira jornalista gaúcha a ganhar o Troféu Mulher Imprensa, na categoria Melhor Repórter de Telejornal, desbancando nomes como Monalisa Perrone, Delis Ortiz e Zileide Silva, todas da TV Globo.

| Ano  | Prêmio                 | Categoria              | Resultado | Ref.        |
| ---- | ---------------------- | ---------------------- | --------- | ----------- |
| 2014 | Troféu Mulher Imprensa | Repórter de Telejornal | Venceu    | [ 8 ] [ 9 ] |

## Vida Pessoal
Rosane é casada com o funcionário público Luiz Roberto Martins Filho. É mãe da advogada Camila Marchetti Reinelli.